# Reggiolo
Reggiolo (Guastallese: Rasöl) là một thị trấn tại Emilia-Romagna, Ý. Tính đến ngày 31 tháng 12 năm 2016, Reggiolo có khoảng 9.192 người. Carlo Ancelotti, huấn luyện viên nổi tiếng của câu lạc bộ Real Madrid, được sinh ra tại thị trấn này, và lễ tang của tay đua Công thức 1 Lorenzo Bandini cũng từng được tổ chức tại đây.